# Clarence Clyde Ferguson junior
Clarence Clyde Ferguson Jr. (* 4. November 1924 in Wilmington, North Carolina; † 21. Dezember 1983 in Boston, Massachusetts) war ein Botschafter der Vereinigten Staaten.

## Leben
Die Eltern von Clarence Clyde Ferguson Jr. waren Georgena Owens Ferguson und Clarence Clyde Ferguson ein US-Gesandter.
Er wurde von der US-Army von 1943 bis 1946 in der Schlacht in der Normandie und den folgenden Schlachten in Europa eingesetzt und erhielt den Bronze Star.
Er arbeitete im Rechtshilfebüro der National Association for the Advancement of Colored People.
1948 erhielt er einen Bachelor of Arts an der Ohio State University und 1951
einen Bachelor der Rechtswissenschaft an der Harvard University.
1966 verlieh ihm die Rutgers University einen Doktor der Rechtswissenschaften und 1976 das Williams College einen Doktorhut.
Er heiratete am 14. Februar 1954 die Künstlerin Dolores Zimmermann, ihre Kinder sind Claire Oberon, Hope und Eve Ferguson. Ferguson war Professor der Rechtswissenschaft.
Ferguson war federführend an einer Erklärung der UNESCO zum Thema Rasse, 1967. Er gilt als einer der Väter der Affirmative Action.
1969 ernannte ihn Richard Nixon zum Ambassador-at-Large (Regionsgesandter) für den Biafra-Krieg und zum Koordinator für die zivile Hilfe. Von 1973 bis 1975 vertrat er die US-Regierung beim Wirtschafts- und Sozialrat der Vereinten Nationen. Von 1978 bis 1980 war er Präsident der American Society of International Law. Ferguson hatte eine Professur an der Rutgers University und war von 1963 bis 1969 Dekan an der Howard University School of Law
Von 1976 bis zu seinem Tod lehrte und forschte Ferguson an der Harvard Law School
Eine jährliche Vorlesung, die C Clyde Ferguson Annual Lecture an der Howard University School of Law, wie auch die Clyde Ferguson Auszeichnung der Association of American Law Schools ist nach Clarence Clyde Ferguson Jr. benannt.